# Botanophila nigrigenis
Botanophila nigrigenis este o specie de muște din genul Botanophila, familia Anthomyiidae. A fost descrisă pentru prima dată de Masayoshi Suwa în anul 1974. Conform Catalogue of Life specia Botanophila nigrigenis nu are subspecii cunoscute.